# Gruppo Emiliano di musica popolare

Il Gruppo Emiliano di musica popolare  è  un gruppo musicale italiano fondato a Bologna a metà degli anni Settanta per la ricerca etnomusicologica, la diffusione e la riproposizione della tradizione orale in modo prevalente, ma non esclusivo, della propria regione.

## Storia

### Fondazione
Nato nel 1975 per iniziativa di Stefano Cammelli, Antonella Ansani, Luca Zan, Bruno Zanella, il Gruppo aveva lo scopo di sviluppare e riportare al pubblico le contemporanee ricerche etnomusicologiche di Stefano Cammelli e di altri componenti e collaboratori. La ricerca aveva portato alla scoperta di un patrimonio consistente di canti tradizionali e di braccianti e risaiole della pianura tra Reggio Emilia, Modena, Bologna e Ferrara, oltre ai balli popolari dell'Appennino Bolognese e particolarmente del violinista popolare Melchiade Benni.
Il risultato di queste ricerche fu pubblicato in 4 long playing (Musiche e canti popolari dell’Emilia. LP Albatros-Vedette VPA 8260, VPA8278, VPA8403, VPA8414).
Il gruppo si incaricò di diffondere questi ricchi repertori e si indirizzò fin dalla sua nascita verso sonorità esclusivamente acustiche ed un approccio sostanzialmente filologico nella riproposizione, che privilegiava altresì la funzione didattica dei propri concerti nei teatri, nei folkfestival e nelle feste dell'Unità.

### Teatro e musica popolare
All’inizio degli anni Ottanta i fondatori avevano già lasciato la formazione. Le ricerche contemporanee portavano nel frattempo alla luce diversi esempi di "teatro di stalla",  quelle forme teatrali cioè che la civiltà contadina aveva sviluppato al proprio interno in occasione di particolari festività (Epifania, Carnevale). L'indagine si rivolse anche a cercare contatti tra oralità e cultura scritta, trovandoli nelle pagine di Carlo Brighetti (Fine '800) e Giulio Cesare Croce ('600).

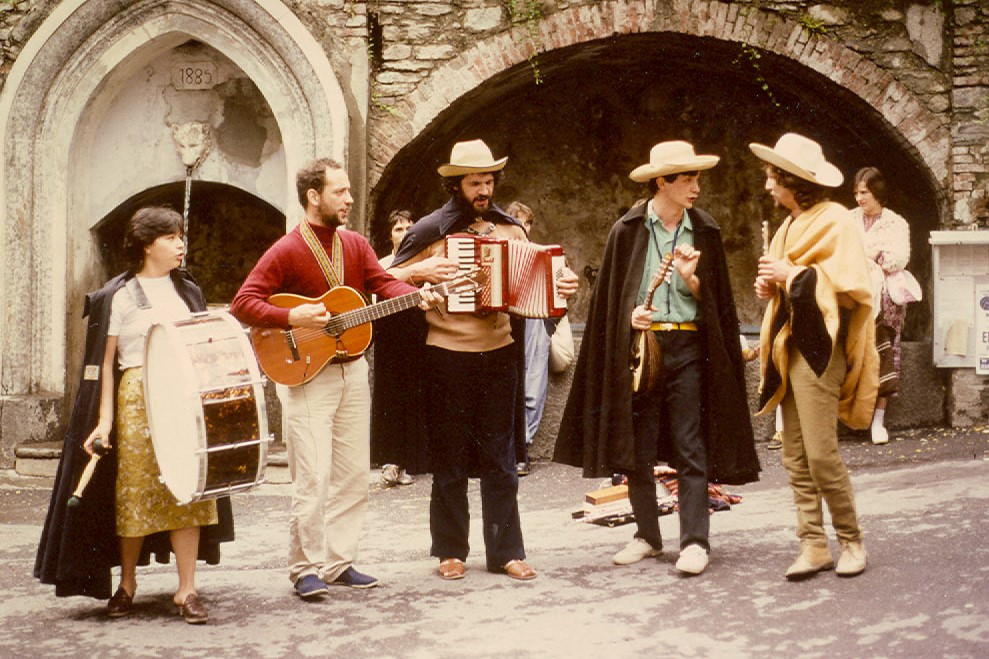
Il GEMP "on the road" in Svizzera nel 1982

Il Gruppo, nel quale – in quegli anni - i partecipanti si avvicendarono con una certa frequenza, mise in scena i risultati di tali ricerche, assemblandoli al proprio repertorio musicale e dando vita a cinque spettacoli: Alla presenza della vècia, La contesa della Fléppa, Al mèl dla fam, Processo alla vecchia e La mascarè, rappresentati in Italia e  all'estero. Per tutti gli spettacoli furono realizzati libretti con i testi e registrazioni, diffuse su musicassette.
In questo periodo si sviluppò l’uso di esibirsi insieme ai protagonisti della tradizione (Suonatori della Valle del Savena, Cantori di San Giovanni in Persiceto, Mondine di Corticella), e l’inserimento del ballo nella teatralizzazione, nonché collaborazioni con altri gruppi attivi sulla scena della musica popolare bolognese (es. il Canzoniere delle Lame).

### Folk e comicità

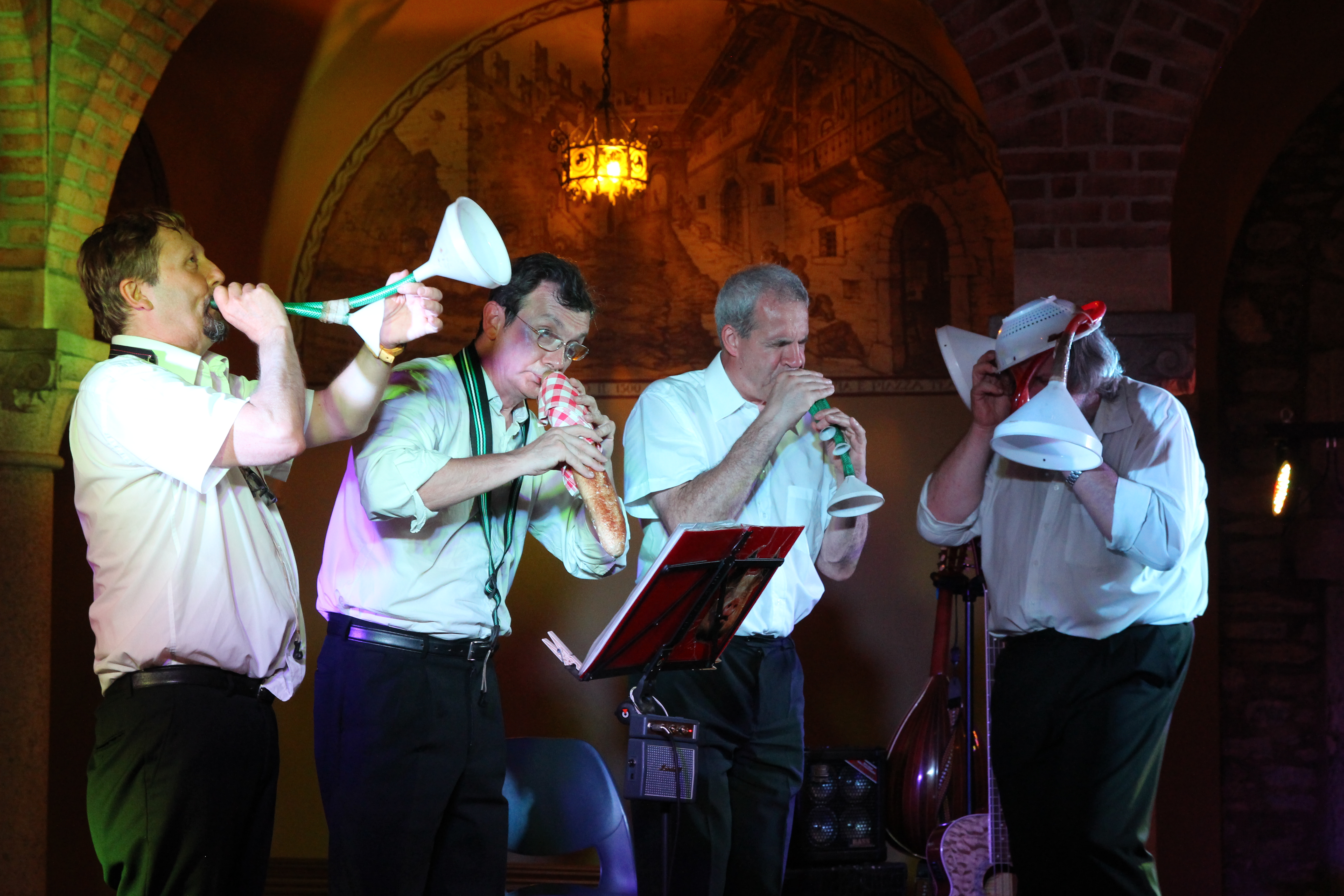
Il Gruppo Emiliano e i suoi "strumenti d'egitto"

Il Gruppo stabilizzò definitivamente il proprio organico nei quattro componenti che ne fanno tuttora parte e iniziò ad utilizzare anche il nome abbreviato Gruppo Emiliano.
Si confermò la scelta delle sonorità esclusivamente acustiche nel solco della tradizione, benché con un approccio più leggero e scanzonato, valorizzando il gioco, lo scherzo, la parodia e recuperando così sonorità e aspetti stilistici estranei alla cultura popolare, anche con l'uso di strumenti musicali inventati o recuperati dalla tradizione.
Concerti, interventi ed esibizioni trovarono una collocazione - in Italia e all'estero - anche all'interno di trasmissioni televisive (La zanzara d’oro, Lieder, Rhythmen, Melodien, Smart Travels: Europe with Rudy Maxa), spettacoli teatrali (Il Baraccone), buskers festival (Ferrara, Neuchatel, Lucerna); le proprie incisioni ebbero diffusione radiofonica e in allegato a riviste con diffusione nazionale (Avvenimenti) ed il Gruppo offrì un proprio contributo alla colonna sonora del film Terra madre (2009) di Ermanno Olmi.
Sono di questo periodo le incisioni Fastfolk,  Gruppo Emiliano, Ascolta anche tu, The best of, Transfolk e Ignoranti, oltre a collaborazioni con artisti burattinai (Romano Danielli, Paolo Rech) e gruppi di danze popolari (Teamballo).

### Folk e dialetto

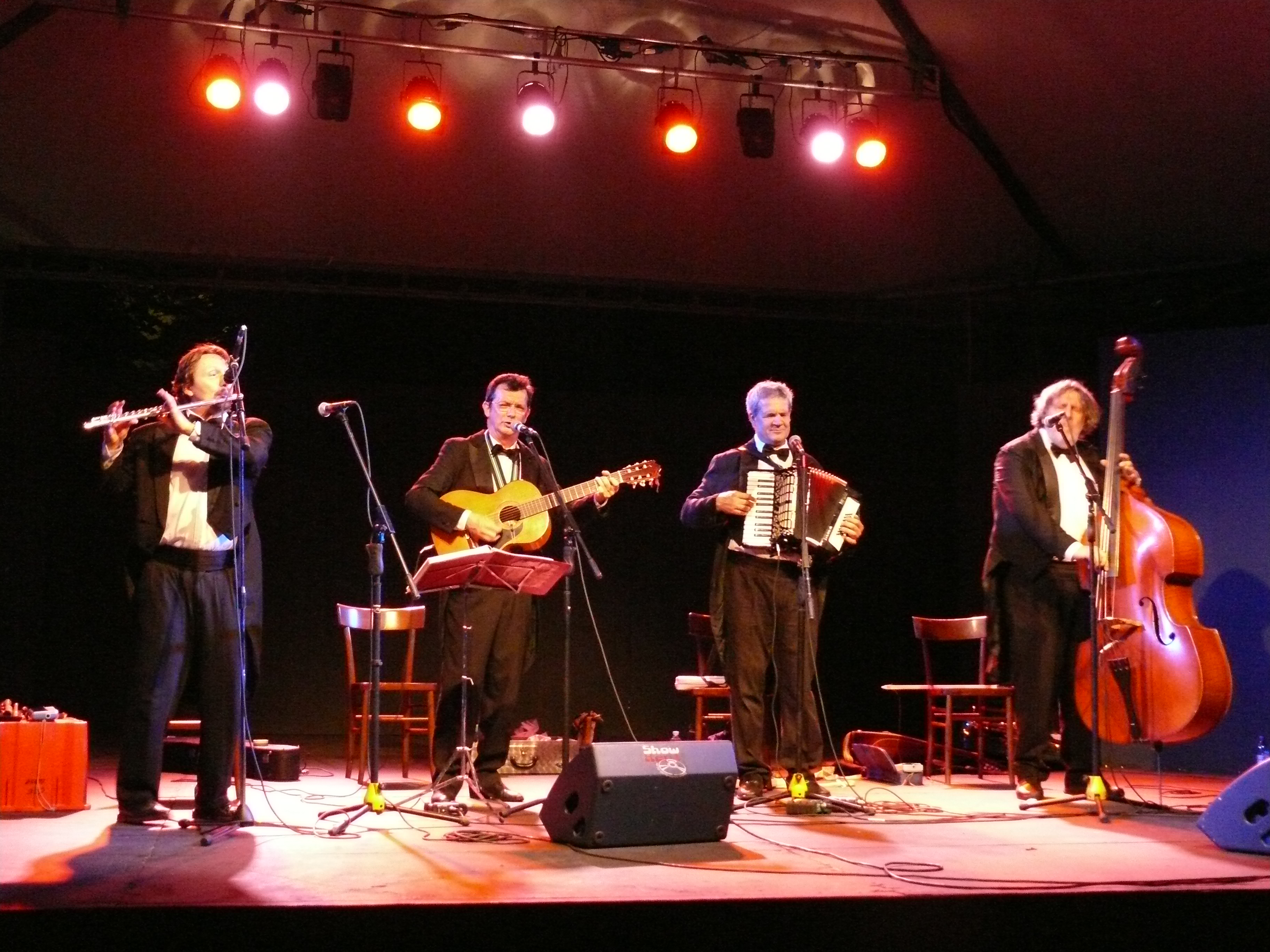
GEMP in concerto

L'incontro col cantautore dialettale bolognese Fausto Carpani sollecitò un nuovo indirizzo al Gruppo che - pur confermando le proprie scelte di base - trovò la convergenza di intendimenti e moduli espressivi tra la canzone dialettale d'autore e il repertorio tradizionale, avvicendando ed avvicinando le due espressività nei propri concerti e nelle incisioni, non più riservate ai quattro componenti storici, ma a cinque.
Contemporaneamente il sito del Gruppo va mettendo a disposizione del vasto pubblico della rete il proprio patrimonio di documenti della tradizione orale e quello di chi ne ha dato la disponibilità, oltre a tutte le proprie produzioni musicali, liberamente scaricabili nel proprio sito.
Di questo periodo sono gli album Fausto Carpano e il Gruppo Emiliani - che include diverse collaborazioni con musicisti dell'area bolognese (Marco Marcheselli, Ruggero Passarini, Enzo “Sisen” Ventura) – e Di qua e di là dal Ponte.

## Formazione

### Formazione attuale
- Paolo Giacomoni – violino, fisarmonica, nichelarpa, voce (1979-presente)

- Gian Emilio Tassoni – contrabbasso, basso, voce (1981-presente)

- Roberto Losi – flauti, ocarine, voce (1981-presente)

- Marco Chiappelli – chitarra, mandolino, clarinetto, voce (1982-presente)

### Ex componenti
- Stefano Cammelli – violino, voce (1975-1979)

- Antonella Ansani – voce (1975-1978)

- Bruno Zanella – chitarra, voce (1975-1978)

- Luca Zan – chitarra, voce (1975-1978)

- Nadia Gabi – voce (1975-1976)

- Nicola Baroni – violoncello (1977-1980)

- Donato Cammelli – chitarra, voce (1978-1983)

- Placida Staro – violino, voce (1978-1981)

- Teresio Testa – fisarmonica, voce (1980-1981)

- Alessandro Cossetto – mandolino, voce (1978-1981; 1984-1985)

- Roberto Festa – flauto dolce (1978-1980)

- Guido Moruzzi – attore (1980)

- Gabriele Buratti – attore (1981)

- Eros Drusiani – attore (1981)

- Ivana De Luca – voce (1982-1987)

## Discografia

### Album in studio
- 1980 - Alla presenza della vècia (Harmony Sound, 001)

- 1981 - La contesa della Fléppa (Harmony Sound, 002)

- 1982 - Al mèl dla fam (Harmony Sound, 003)

- 1983 - Processo alla vecchia (Harmony Sound, 004)

- 1987 - Fastfolk (Harmony Sound, 005)

- 1992 - Gruppo Emiliano (GMP, 001)

- 1995 - Ascolta anche tu (GMP, 002)

- 1997 - The best of Gruppo Emiliano (Le bestie del Gruppo Emiliano) (GEMP, 001)

- 1998 - Transfolk (L.I.E. A641698)

- 2003 - Ignoranti - fuori tempi moderni (GEMP, 003)

- 2015 - Fausto Carpano e il Gruppo Emiliani (con Fausto Carpani) (CDPdB, 001)

- 2019 - Di qua e di là dal ponte (con Fausto Carpani) (CDPdB, 002)

### Raccolte
- 2002 - Tribù Italiche (EDT WM026)